# Atlasceder
De atlasceder (Cedrus atlantica) is een boom uit de dennenfamilie (Pinaceae). Vroeger werd deze soort wel eens beschouwd als een westelijke ondersoort van de Libanonceder. De soort komt van nature voor in het Atlasgebergte en wordt sinds de 19e eeuw aangeplant als sierboom in West-Europese parken en tuinen. In Zuid-Europa wordt de atlasceder soms aangeplant voor het hout. Een volwassen boom kan tot 40 meter hoog worden. De enorme hoogte die hij kan bereiken heeft tot gevolg dat hij in parken meestal gekapt moet worden voordat hij volgroeid is. De soort staat op de Rode Lijst van de IUCN geklasseerd als 'bedreigd'.

## Kenmerken
De kroon van de boom is breed en kegelvormig. De grote takken hebben een horizontale stand met meestal blauwgroene naalden in bundels van 10 tot 40. De boomschors is glad en donkergrijs. Als de boom ouder wordt, komen er groeven in de boomschors te zitten en zo vormen zich grote platen, die afschilferen. De knoppen zijn glimmend, donkergroen of blauwachtig groen en hebben een lengte van 1-2 cm. Ze zitten vaak in bosjes van circa 40 stuks bijeen.
De mannelijke kegels  verschijnen in de herfst, zijn conisch en hebben een lengte van 3-5 cm.
Vrouwelijke kegels zijn rechtopstaand en rolrond met een uitholling aan de top. Ze rijpen in twee jaar tot een bleke, paarsbruine kleur en zijn dan 5-8 cm lang. De schubben vallen af en laten dan de gevleugelde zaden vrij.

## Toepassingen
De atlasceder levert geurig hout dat erg duurzaam is voor binnenhuisgebruik. Door middel van stoomdestillatie wordt uit het hout etherische olie gewonnen, dit wordt cederolie genoemd.
In zeer grote tuinen en parken wordt de cultivar 'Glauca Pendula' (met hangende takken) toegepast. In Japan wordt de boom als bonsai gekweekt.
|  |  |  |